# Сербен

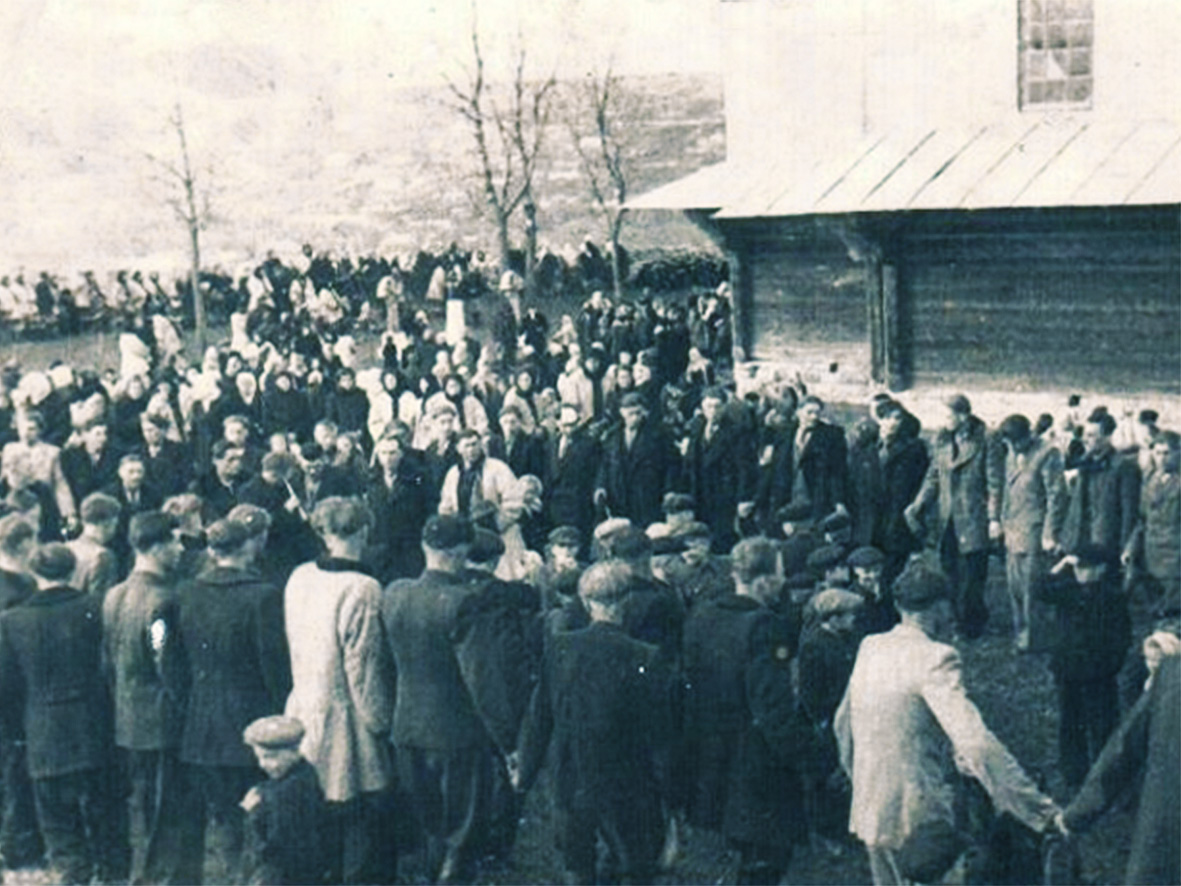
Сербен, село Чортовець

Сербен — давній ритуальний танок, гаївка, яку водять на Великдень виключно чоловіки. Обряд водіння сербена зафіксований у прикарпатському селі Чортовець Городенківського району Івано-Франківської області.

## Етимологія
Імовірно, від нім. Serbien, тобто Сербія. За словами Івана Палагіцького, ватаги учасників великоднього дійства, сербенське коло «водять у селі здавна, а походить він із Сербії. Один панич його придумав там, щоб ним веселити і гуртувати народ».

## Опис
Ритмічні рухи сербена складаються із трьох кроків вперед, кроку назад, змаху руками доверху, згодом донизу. За припущеннями етнографа Ярослава Левкуна, великодній танок схожий на сербський військовий чоловічий танець.
У давнину сербен танцювали на Великдень, а згодом, за словами пароха Теодора Оробця, танець виконували також у великодні понеділок, вівторок і на Провідну неділю.
Сербен танцюють лише чоловіки і хлопці, взявшись за руки. Жінки та дівчата можуть тільки співати і спостерігати за дійством. Танок розпочинає заводило, найпочесніший чоловік з металевим топірцем у руках, як своєрідним символом старшинства. Він після великоднього обіду закликає спершу співом: «Пішов сербен по зарінку, за ним за ним дівчє в вінку… Ой сербене сербеночку, не смуть мою головочку». Сербен вишикуваний строго за ієрархією: від найстаршого до наймолодшого учасника. Великодній танок супроводжував сопілкар.
Учасники у селі Чортовець тричі обходили спочатку навколо греко-католицької церкви Святої Трійці, а потім прямували через усе село до православного храму.

## Слова
| Пішов сербен по зарінку, За ним, за ним дівчє в вінку… Ой сербене, сербеночку, Не смуть мою головочку Ой сербене, сербеночку, Не смуть мою головочку, Бо вона вже засмучена, За нелюбом заручена. Ой у полі вівса много Половина зеленого. Ішли хлопці в поле жати, Та й забули серпи взяти. Серпи взяли, хліб забули, Отакі — то женці були. Вернулисі за серпами Та й забули хліб з торбами. | Далі хлопці, далі наші, Наварила мама каші, А якої — пшоняної, Далі, хлопці, далі мої… Накосивсі бусьок сіна, Заросивсі по коліна, Та най тая чапля косить, Що високо фартух носить. Ой, дівчино чорнобрива, Чим ти брови намастила. Капервасу купувала, Чорні брови малювала. | Зовнішні відеофайли Сербен, село Чортовець, 2015 |
| Зовнішні відеофайли | |                                                  |
| | Сербен, село Чортовець, 2015 |                                                  |